# Deux maisons, 5-7 rue Notre-Dame à Quintin
Les deux maisons, 5-7 rue Notre-Dame sont situées à Quintin, en France.

## Localisation
Les deux maisons sont situées sur le territoire de la commune de Quintin, 5-7 rue Notre-Dame, dans le département  des Côtes-d'Armor, en région Bretagne.

## Description
Les deux maisons présentent des façades Renaissance aux portes flanquées de colonnes ou pilastres et à grosses corniches typiquement bretonnes. L'arc plein cintre de la première a sa clef moulurée entre deux formes de banderoles. Les chapiteaux s'inspirent de motifs végétaux. Au sommet des allèges règne une moulure ornée d'oves. La corniche est une succession de corbeaux ou mutules, toutes traitées comme des mâchicoulis. La maison suivante possède également une bande au sommet des allèges, sans sculpture. La porte, également plein cintre, présente des piedroits décorés de pilastres avec quelques motifs géométriques. Une corniche supporte un haut fronton triangulaire.

## Historique
En 1691, la commune est érigée en duché. Elle conserve des édifices des XVIe et XVIIe siècles.
Les deux maisons sont inscrites partiellement (façades et toitures) au titre des monuments historiques par arrêté du 28 mai 1951.

## Galerie

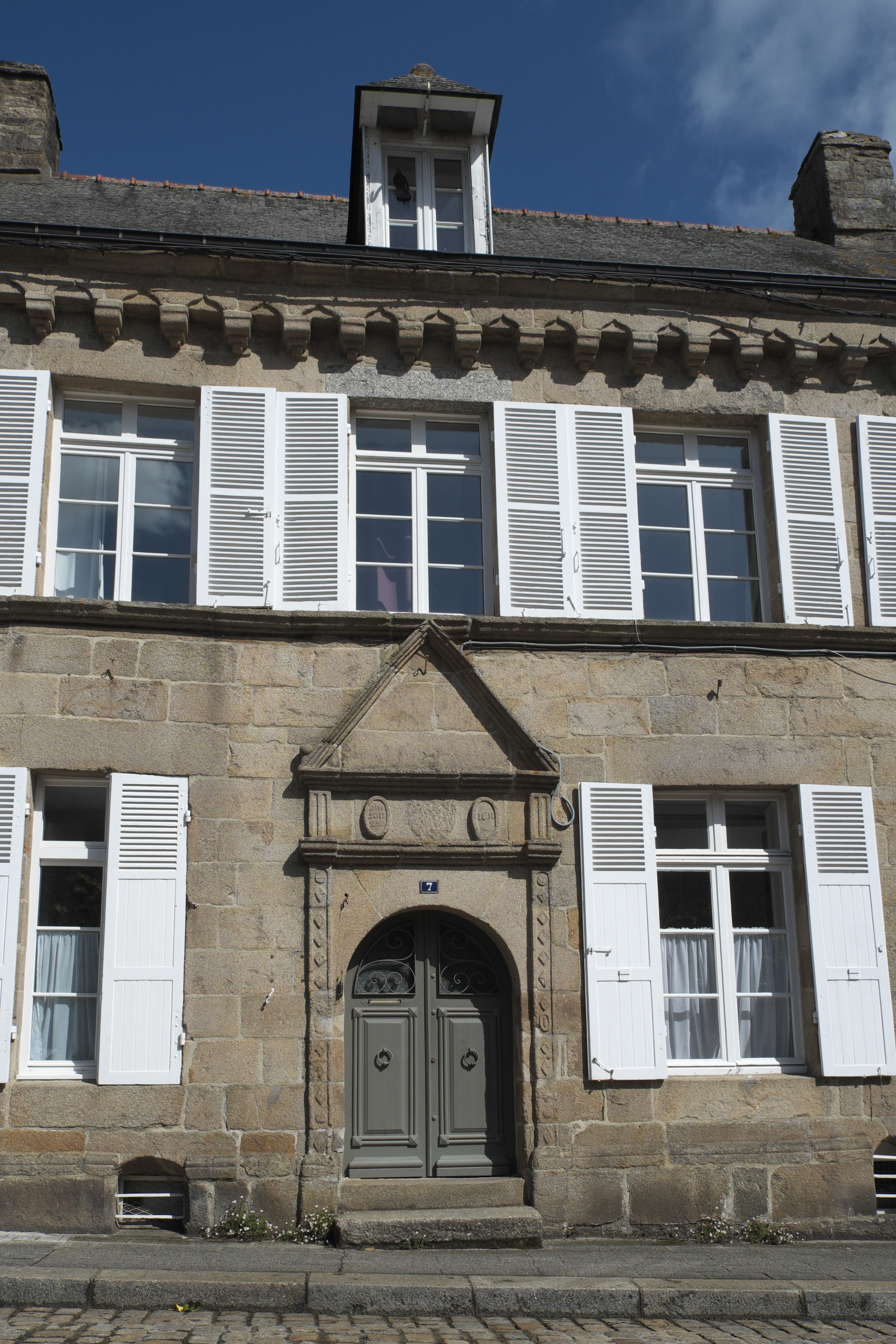
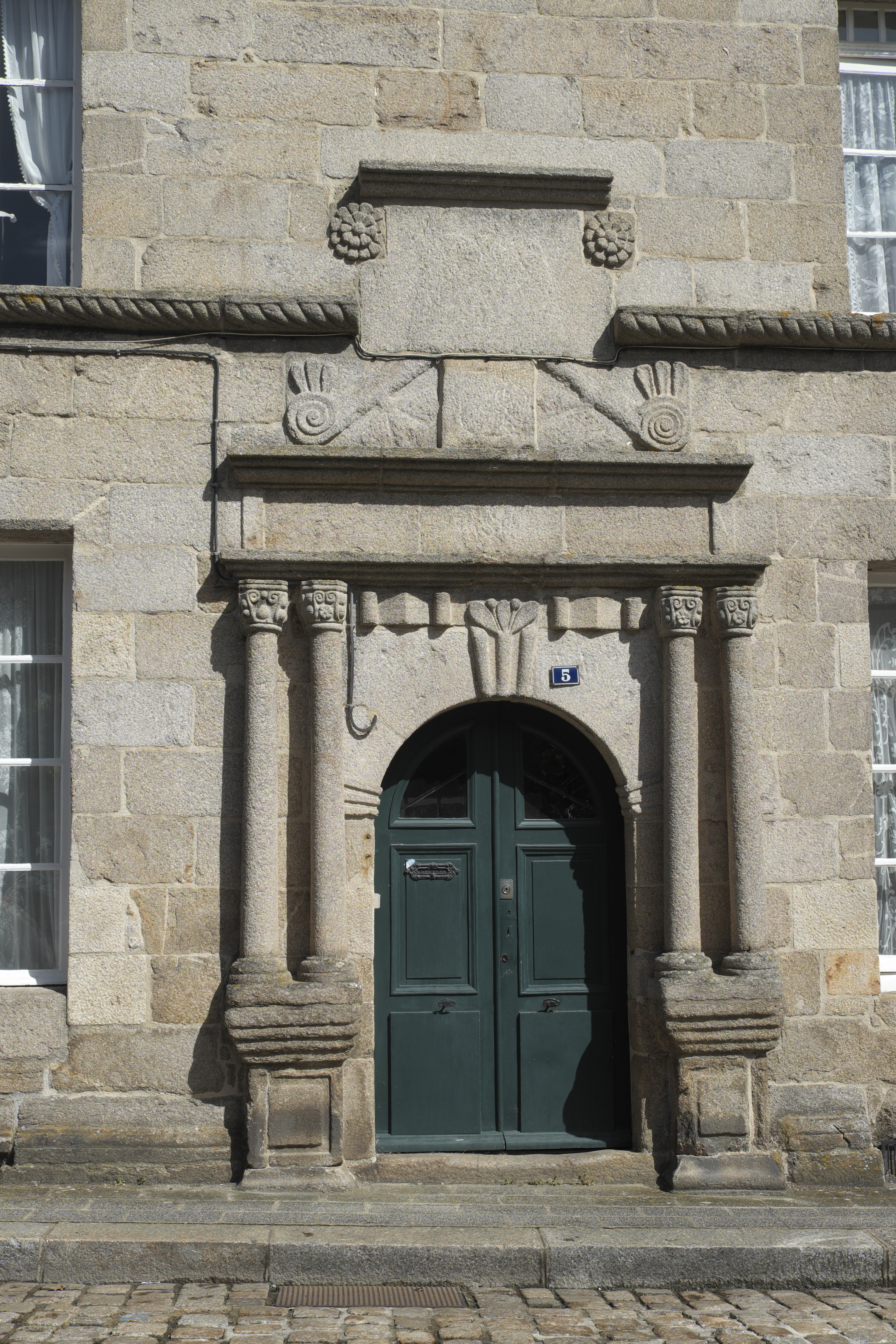
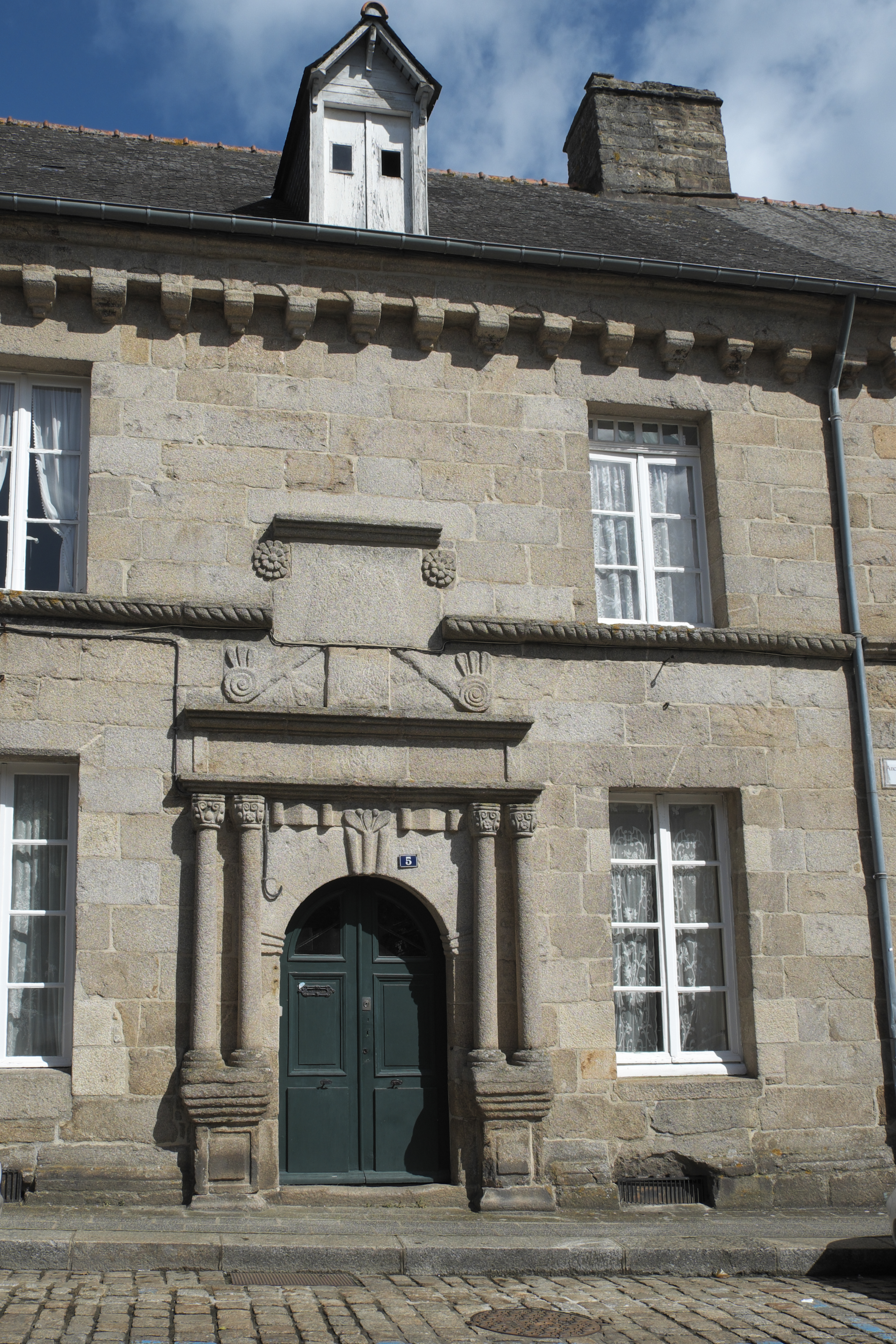
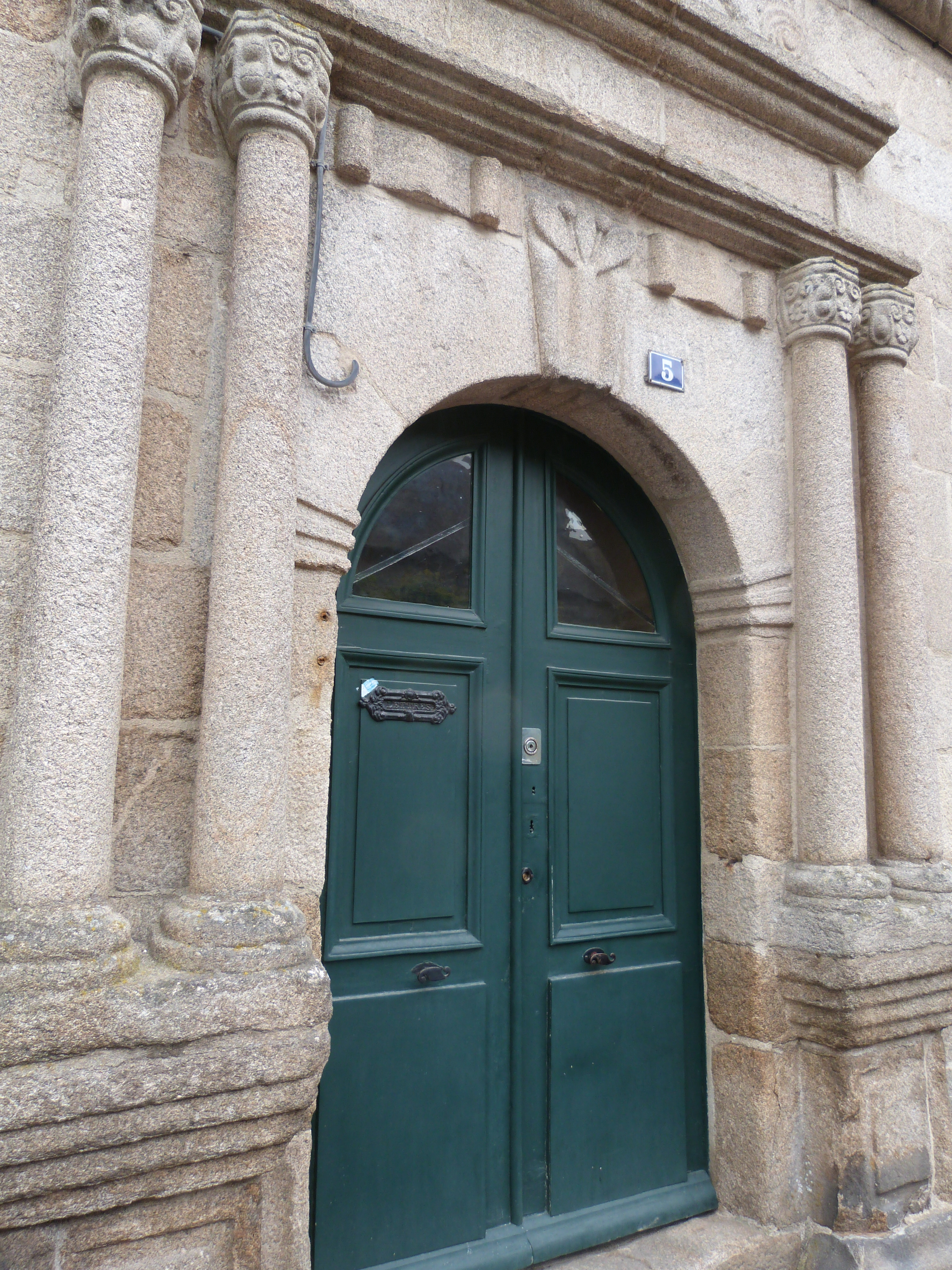
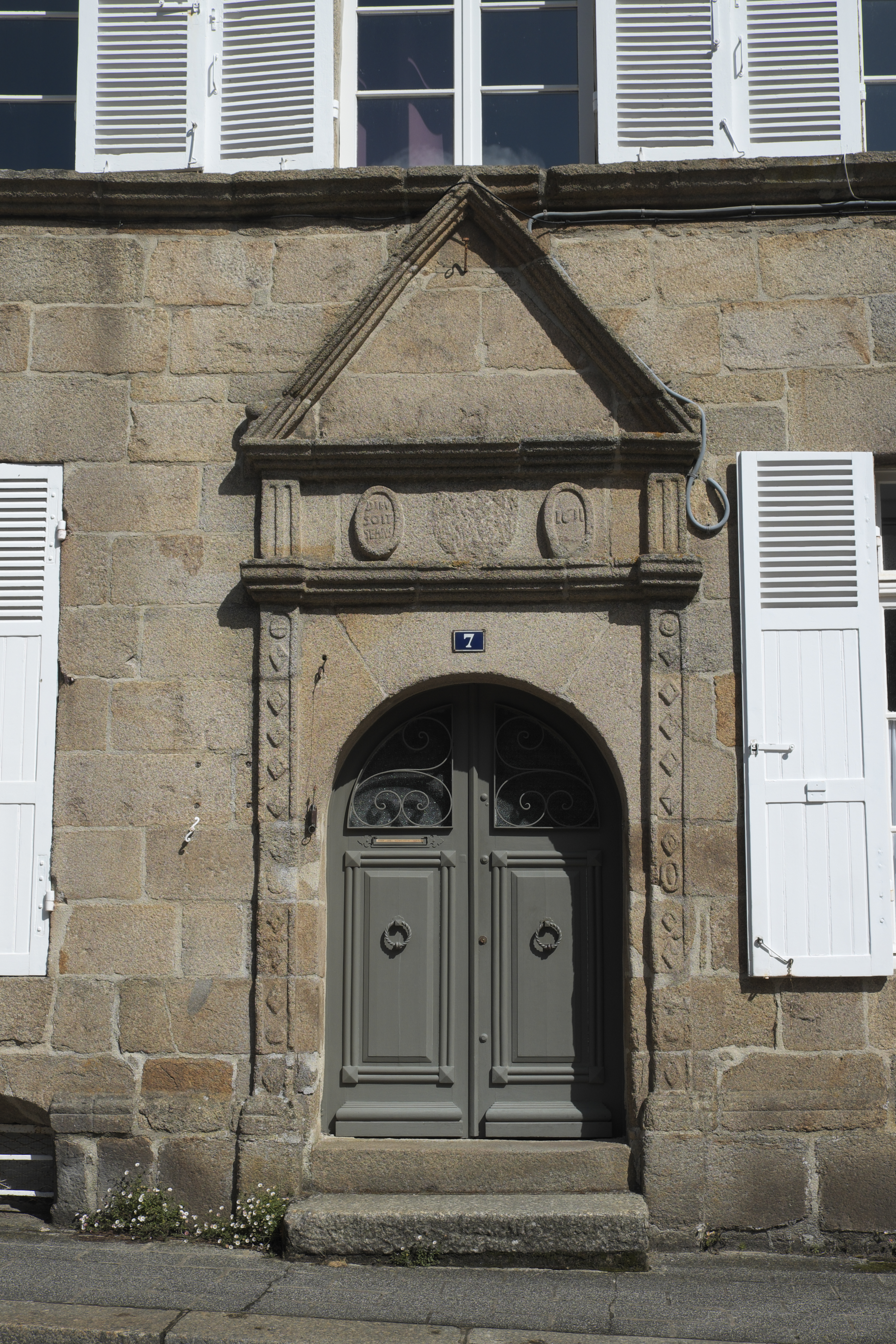
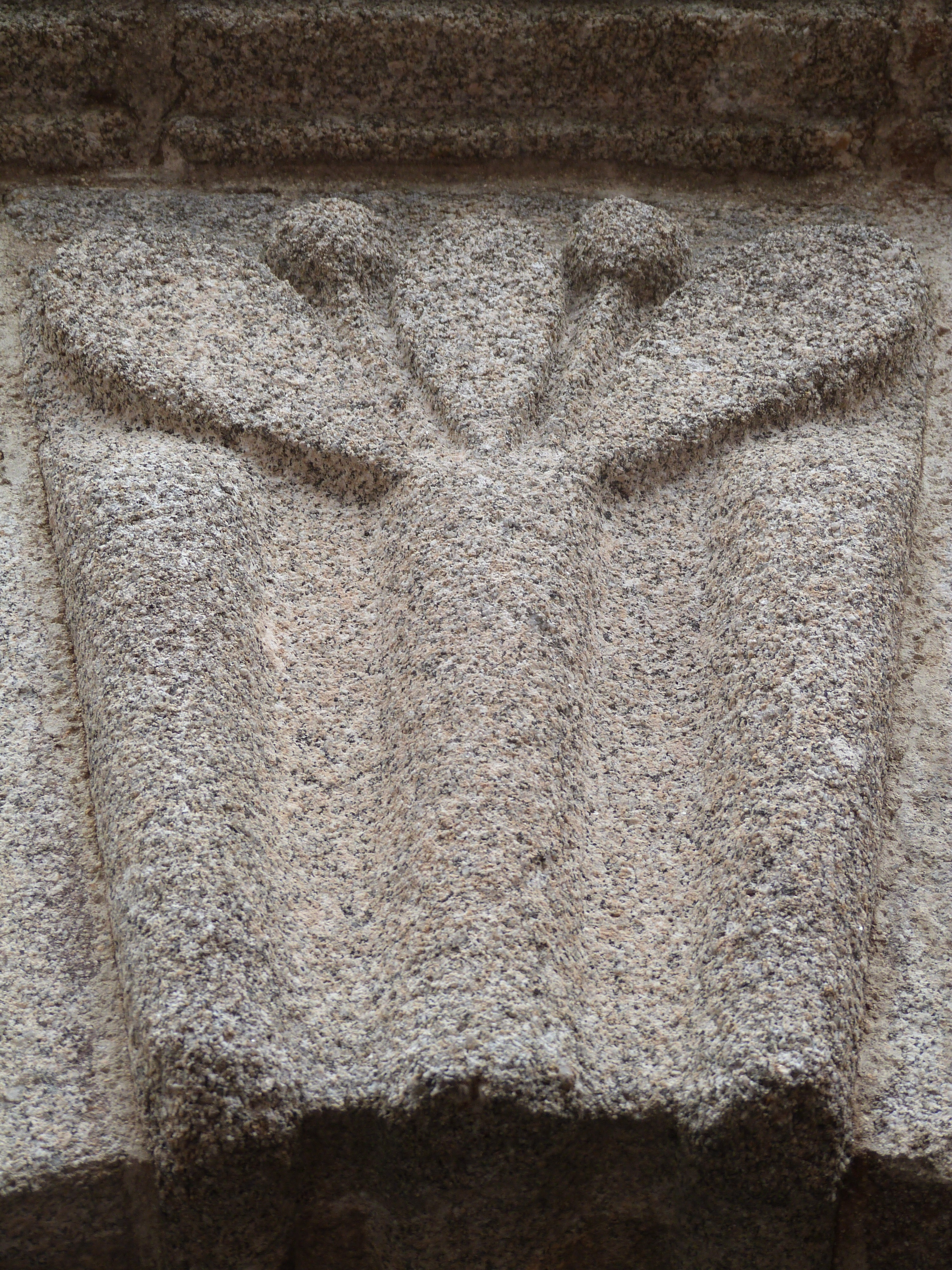